# Kosak BBM
Der Kosak BBM (ukrainisch Козак ББМ) ist ein vierrädriges allrdagetriebenes Militärfahrzeug mit leichter Panzerung. Er wird in der Ukraine hergestellt hauptsächlich als Spähfahrzeug eingesetzt.

## Kampfeinsätze
Der Kosak wird von der Ukraine im Russisch-Ukrainischen Krieg eingesetzt. Laut dem Oryx-Blog gingen mit Stand August 2025 mindestens 72 Kozak-2, 57 Kosak-2M1, acht Kosak-5 und 149 Kosak-7 verloren.